# Rudine (Dobrinj)
Rudine su naselje na otoku Krku, u općini Dobrinj. 

## Smještaj
Nalazi se na istočnoj obali otoka, nedaleko mora, ali ipak nije obalno naselje. Nedaleko Rudina su dvije uvale, velika uvala Soline na jugu, te mala uvala Slivanjska, na sjeveru.
Sjevernije od Slivanjske, obala je vrlo strma i stjenovita, nenaseljena, gotovo nepristupačna sve do uvale  Voz  podno Krčkog mosta . Taj kraj lokalno stanovništvo naziva Košćera.
Samo nekoliko stotina metara od Rudina nalazi se špilja Biserujka, jedna od najposjećenijih u Hrvatskoj.

## Nastanak
Ime i prvi stanovnici su nejasnog porijekla, vjerojatno vlaškog, prilikom naseljavanja Vlaha na otok Krk u 15. stoljeću prema nalogu Ivana Frankopana. Međutim, s obzirom na to da se ne spominje u starijim spisima, smatra se da je ipak novijeg nastanka, negdje iz 18. ili 19. stoljeća. Moguće je da su ga naselili nekadašnji stanovnici susjednog, vlaškog sela Šugare koje je izumrlo početkom 19. stoljeća. 

## Stanovništvo
Rudine su 1898. godine imale 23 stanovnika, 1935. godine 25, 1970. godine 15, 1991. godine 12, a prema popisu stanovništva iz 2001. godine, svega 5 žitelja.
| broj stanovnika |       |       | 13    | 15    | 18    | 26    | 18    | 15    | 14    | 16    | 18    | 18    | 12    | 13    | 5     | 5     | 5     |
|                 | 1857. | 1869. | 1880. | 1890. | 1900. | 1910. | 1921. | 1931. | 1948. | 1953. | 1961. | 1971. | 1981. | 1991. | 2001. | 2011. | 2021. |

## "Nestajanje" sela
Osim što selo „nestaje“ zbog sve manje stanovnika, ono „nestaje“ i u doslovnom fizičkom smislu. Naime, od kad se 1997. godine špilja Biserujka otvorila za posjetu, mnogi posjetitelji, koji na putu prema špilji prođu kroz Rudine, uzimaju sa sobom isklesano kamenje sa starih kuća, danas ruševina. Neki dolaze i s većim prikolicama i odnose čitave kamene blokove i dijelove starih, kamenih, autohtonih primorskih kuća i štala. To je danas možda i najveći problem preostalih mještana Rudina.